# Лучоса
Лучо́са (Лучеса; устар. Лучёса; бел. Лучо́са) — река в Беларуси, левый приток Западной Двины. Берёт начало из озера Зеленского, протекает в Витебском и Лиозненском районах Витебской области, впадает в Западную Двину в пределах города Витебска.

## Происхождение названия
По мнению С. В. Максимова и В. М. Юревича, название Лучоса происходит от славянского лука — «изгиб реки», «излучина».
В. И. Пичета считал, что название реки Лучоса финского происхождения.
Название Лучосы, согласно В. Н. Топорову, балтского происхождение и имеет аналог в виде названия литовско-латышской реки, также притока Двины Laukesa (по-латышски — Laucesa). Корень в этих названиях связан с др.-лит. laukas «светлый, сияющий» и далее ведет к индоевропейскому leuk- с тем же значением.
Ю. Ю. Трусман связывал название Лучеса с древнерусским луч.
Согласно мнению А. Шахматова, название реки Лучоса должно быть сопоставлено с кельтским гидронимом Lutosa и объясняется из кельтского lutâ, loth «ил», «глина» в сочетании с кельтским деминутивным суффиксом -es-, -os-.
Некоторые исследователи считают, что гидронимическое окончание -са в названии Лучоса имело значение «вода, река».

## Описание

Недалеко от Витебска

В черте Витебска

Берёт начало из озера Зеленского около деревни Бабиновичи Лиозненского района. Высота истока — несколько выше 154,1 м над уровнем моря.
Длина реки составляет 90 км. Ширина 20—30 м, в низовьях до 60 м. Средний расход воды недалеко от устья — 21,4 м³/с. Средний уклон реки — 0,3 м/км.
Площадь водосбора составляет 3510 км². Водосбор находится в пределах Лучосской низины, изрезан речными долинами, ложбинами и котловинами. Долина трапецеидальная, шириной 400—600 м, в верховьях невыраженная. Берега преимущественно крутые, местами обрывистые. Пойма (шириной 300—500 м) прерывистая, чередуется по берегам, более развита на левобережье.
Река замерзает в начале декабря до конца марта. В половодье среднее превышение уровня воды над меженью в нижнем течении составляет 6,2 м, максимальное 9,9 м (по данным 1956 года).
Основные правые притоки — Черница, Суходровка, Ворле, левые — Ордышевка, Серокоротнянка, Оболянка, Черничанка.
В бассейне реки расположены озёра Городно, Серокоротня, Кичино, Ситнянское.
На левом берегу у бывшей деревни Бороники и на правом у деревень Мяклово и Шапуры находятся археологические памятники — городища, селища и курганный могильник.